# Theodor Dobler
Theodor Dobler (* 7. Januar 1893 in Pflugfelden; † 8. Dezember 1973 in Schorndorf) war ein deutscher Arzt und Standespolitiker. Am Ende des Zweiten Weltkriegs sorgte er für die kampflose Übergabe Tübingens an die Westalliierten. Er engagierte sich für den Aufbau der Ärztekammern.

## Leben
Doblers wuchs als Sohn eines Landwirtes in Pflugfelden auf und erlangte im Jahr 1911 am Gymnasium Ludwigsburg das Abitur. Danach studierte er ab dem Wintersemester 1911 Medizin an den Universitäten von Tübingen, Freiburg, Kiel und München. Das Studium wurde durch den Ersten Weltkrieg unterbrochen, an dem Dobler von 1914 bis 1918 Kriegsfreiwilliger teilnahm und als Unterarzt unter anderem in Verdun eingesetzt wurde. Nach der Kapitulation des Deutschen Kaiserreiches setzte Dobler sein Studium in Tübingen fort und beendete es im Jahr 1919. Er wurde 1920 mit der Schrift Dermatitis linearis migrans im Spätstadium von Ankylostomiasis zum Doktor der Medizin promoviert.
Er wurde 1933 Mitglied der NS-Kriegsopferversorgung, der Nationalsozialistischen Volkswohlfahrt und des Nationalsozialistischen Deutschen Ärztebunds. Am 7. Juli 1939 beantragte er die Aufnahme in die NSDAP und wurde zum 1. Juni 1940 aufgenommen (Mitgliedsnummer 7.668.957). Er wurde 1939 zur Wehrmacht eingezogen, 1941 Standortarzt in Baden-Baden, 1942 Chefarzt im Reservelazarett Lemberg (Lwiw) und 1943 Oberfeldarzt in Tübingen.
Im April 1945 missachtete Dobler als Lazarett- und Standortarzt im Range eines Oberfeldarztes die Durchhalte- und Zerstörungsparolen des Gauleiters von Württemberg-Hohenzollern, Wilhelm Murr, und schickte den Französischen Streitkräften, die bereits bei Hirschau lagerten, einen Kraftwagen mit Parlamentären entgegen. Diese teilten den Franzosen mit, dass der Tübinger Lazarettbezirk mit seinen 6000 bis 7000 Verwundeten nicht verteidigt würde. Damit war eine wesentliche Voraussetzung für die kampflose Übergabe der Stadt geschaffen. Am 19. April 1945 wurde die Stadt Tübingen kampflos den einmarschierenden Truppen übergeben. Dobler wurde aufgrund dieses Ereignisses am 22. Mai 1945 zum Ehrensenator der Universität Tübingen ernannt.
Nach der Errichtung des Staatssekretariats Tübingen für die französisch besetzte Zone Württembergs und Hohenzollerns im Oktober 1945 wurde er zum Leiter der Abteilung Gesundheitswesen der Landesdirektion des Innern berufen und war dort als Regierungsmedizinaldirektor tätig. Er engagierte sich außerdem für den Aufbau einer ständischen Berufsvertretung. Schon im Oktober 1945 konnte eine kommissarische Ärztekammer einberufen werden. Als Präsident der Ärztekammer Süd-Württemberg nahm Dobler 1947 in Bad Nauheim an der Arbeitstagung der westdeutschen Ärztekammern teil. Dort wurden die Grundlagen für eine Bundesärztekammer gelegt. 1949 wurde Dobler, der nach der Gründung der Bundesrepublik Deutschland in Schorndorf als niedergelassener Arzt praktizierte, zum ersten Nachkriegs-Vorsitzenden des wiedergegründeten Hartmannbundes gewählt.

## Ehrungen und Auszeichnungen
1963 erhielt Dobler die Paracelsus-Medaille der deutschen Ärzteschaft. Die Tübinger Kaiserstraße von der Innenstadt zum Österberg wurde am 18. August 1945, durch eine Verfügung des damaligen Oberbürgermeisters Viktor Renner, in „Doblerstraße“ umbenannt.